# Kuddus Gozjamiarov
Kuddus Gozjamiarov (uigurisk: Куддус Ғоҗамияров; født 12 maj 1918 i Kajnazar, Semiretjenskaja oblast (nuværende Kasakhstan), Russiske SFSR, død 8 april 1994 i Almaty, Kasakhstan) var en russisk komponist, pianist, lærer og professor, der var af uighurisk afstamning.
Gozjamiarov studerede komposition og klaver på musikkonservatoriet Alma-Ata hos Jevgenij Brusilovskij, og hos Vissarion Sjebalin på musikkonservatoriet i Moskva.
Han har skrevet 5 symfonier, orkesterværker, kammermusik, operaer, sange og instrumentalværker for mange instrumenter.

## Udvalgte værker
- Symfoni nr. 1 "Til minde om f Abdulla Rozybakiev" (1971) - for sopran og orkester
- Symfoni nr. 2 (1974) - for orkester
- Symfoni nr. 3 (1981) - for orkester
- Symfoni nr. 4 "Takla-Makan" (1984) - for orkester
- Symfoni nr. 5 (1987) - for orkester
- Symfonisk digt "Rizvangul" (1950) - for orkester
- Symfoniske billeder "Forbandelsen" (1972) - for orkester
- Trompetkoncert (1973) - for trompet og orkester
- "Nazugum" (1956) - opera
- Børnealbum (1937) - (15 klaverstykker) - for klaver